# Jardim Botânico de Berlim
O Jardim Botânico de Berlim (em alemão: Botanischer Garten und Botanisches Museum Berlin-Dahlem) é um jardim botânico de 43 hectares que possui aproximadamente 22 mil espécies de plantas. Situado em Berlim, capital alemã, é administrado pela Universidade Livre de Berlim.
Este jardim botânico é um dos maiores e mais importantes da Europa e possui em seu recinto o Museu de Botânica ("Botanisches Museum"), que abriga uma coleção de plantas preparadas pelo herbário berlinense além de uma biblioteca especializada. É membro do BGCI (Agência Internacional para Conservação dos Jardins Botânicos) e seu código de identificação internacional como instituição botânica, assim como a sigla do herbário é B.

## Localização
O Jardim Botânico de Berlim encontra-se na zona sudoeste da cidade, mais precisamente entre os distritos de Lichterfelde e Dahlem (Steglitz).
52° 27′ 18″ N, 13° 18′ 12,96″ L.
É aberto à visitação diariamente e paga-se uma taxa de entrada.